# Don Green (Fußballspieler, 1932)
Donald „Don“ Green (* 13. Mai 1932 in Blackburn; † Dezember 1992 in Garstang) war ein englischer Fußballspieler.

## Karriere
Green spielte Anfang der 1950er im Lokalfußball von Blackburn und kam zeitweise auch für die dritte Mannschaft der Blackburn Rovers (Blackburn Rovers 'A') zum Einsatz. Im Mai 1952 absolvierte der Amateurspieler bei der dritten Mannschaft von Accrington Stanley ein Probetraining und gehörte die folgenden Jahre auf Amateurbasis dem Klub an. Über die Reservemannschaft in der Lancashire Combination rückte er erstmals Anfang November 1952 als Ersatz für Billy Robinson für zwei Partien in der Football League Third Division North auf der linken Verteidigerposition ins Aufgebot. Nach dem Rücktritt von Trainer Walter Crook Ende Februar 1953 wurde Green von einem interimistischen Vereinskomitee an den letzten zehn Spieltagen der Saison 1952/53 erneut anstelle von Robinson aufgeboten und bildete zumeist mit Bill Mellor das Verteidigerpaar; der Klub belegte allerdings am Saisonende den letzten Tabellenrang und musste sich zur Wiederwahl um den Ligaverbleib stellen. Zur folgenden Saison übernahm Walter Galbraith den Trainerposten bei Accrington, dieser setzte in der Folge nicht mehr auf Green.